# Cramlington
Cramlington är en stad och civil parish i grevskapet och kommunen Northumberland i England. Staden ligger cirka 13 kilometer norr om Newcastle upon Tyne. Tätortsdelen (built-up area sub division) Cramlington hade 27 683 invånare vid folkräkningen år 2011.